# Stay with Me 'til the Morning
"Stay with Me 'til the Morning" is een nummer van het Britse orkest New London Chorale, gezongen door Vicki Brown. Het nummer verscheen op hun album The Young Wolfgang Amadeus Mozart uit 1986. Dat jaar werd het uitgebracht als de eerste single van het album.

## Achtergrond
"Stay with Me 'til the Morning" is een bewerking van het tweede deel van het Klarinetconcert van Mozart, Adagio genaamd. De tekst bij het nummer werd geschreven door Elaine Cook. Tom Parker, de oprichter van het New London Chorale, kwam op het idee om een bewerking van het Klarinetconcert te maken na een gesprek met Harry Knipschild. Parker vroeg Knipschild, destijds directeur van Universal Songs, om suggesties voor een project met moderne bewerkingen van stukken van Mozart. Knipschild liet hem een fragment horen van het Klarinetconcert, en Parker was direct overtuigd om een bewerking te maken.
"Stay with Me 'til the Morning" werd enkel in Nederland en Vlaanderen een hit. In Nederland kwam de single tot plaats 22 in de Top 40 en plaats 27 in de Nationale Hitparade, terwijl in Vlaanderen plaats 25 in de voorloper van de Ultratop 50 werd gehaald. In 1994 maakte Dana Winner een Nederlandstalige versie van het nummer onder de titel "Hopeloos & verloren", met een tekst geschreven door Wilfried Van Baelen. In Nederland kwam deze versie niet in de Top 40 terecht en bleef het steken op de twintigste plaats in de Tipparade, terwijl in Vlaanderen de twaalfde plaats in de Ultratop 50 werd gehaald.

## Hitnoteringen

### Nederlandse Top 40
| Hitnotering: 13-12-1986 t/m 24-01-1987 | Hitnotering: 13-12-1986 t/m 24-01-1987 | Hitnotering: 13-12-1986 t/m 24-01-1987 | Hitnotering: 13-12-1986 t/m 24-01-1987 | Hitnotering: 13-12-1986 t/m 24-01-1987 | Hitnotering: 13-12-1986 t/m 24-01-1987 | Hitnotering: 13-12-1986 t/m 24-01-1987 | Hitnotering: 13-12-1986 t/m 24-01-1987 |
| Week                                   | 1                                      | 2                                      | 3                                      | 4                                      | 5                                      | 6                                      |                                        |
| -------------------------------------- | -------------------------------------- | -------------------------------------- | -------------------------------------- | -------------------------------------- | -------------------------------------- | -------------------------------------- | -------------------------------------- |
| Positie                                | 39                                     | 31                                     | 27                                     | 22                                     | 28                                     | 34                                     | uit                                    |

### Nationale Hitparade
| Hitnotering: 06-12-1986 t/m 24-01-1987 | Hitnotering: 06-12-1986 t/m 24-01-1987 | Hitnotering: 06-12-1986 t/m 24-01-1987 | Hitnotering: 06-12-1986 t/m 24-01-1987 | Hitnotering: 06-12-1986 t/m 24-01-1987 | Hitnotering: 06-12-1986 t/m 24-01-1987 | Hitnotering: 06-12-1986 t/m 24-01-1987 | Hitnotering: 06-12-1986 t/m 24-01-1987 | Hitnotering: 06-12-1986 t/m 24-01-1987 |
| Week                                   | 1                                      | 2                                      | 3                                      | 4                                      | 5                                      | 6                                      | 7                                      |                                        |
| -------------------------------------- | -------------------------------------- | -------------------------------------- | -------------------------------------- | -------------------------------------- | -------------------------------------- | -------------------------------------- | -------------------------------------- | -------------------------------------- |
| Positie                                | 41                                     | 36                                     | 27                                     | 30                                     | 36                                     | 44                                     | 47                                     | uit                                    |

### NPO Radio 2 Top 2000
| Nummer met noteringen in de NPO Radio 2 Top 2000 | '99 | '00 | '01 | '02 | '03 | '04 | '05 | '06 | '07 | '08 | '09 | '10 | '11 | '12  | '13  | '14  | '15  |
| ------------------------------------------------ | --- | --- | --- | --- | --- | --- | --- | --- | --- | --- | --- | --- | --- | ---- | ---- | ---- | ---- |
| Stay with Me 'til the Morning                    | 310 | 681 | 267 | 822 | 628 | 538 | 708 | 491 | 750 | 596 | 549 | 614 | 811 | 1265 | 1313 | 1122 | 1371 |

1. ↑  Een vetgedrukt getal geeft de hoogste notering aan.
2. ↑  Deze tabel is bijgewerkt tot en met de laatste editie (2024).

### Evergreen Top 1000
| Evergreen Top 1000 | Evergreen Top 1000 | Evergreen Top 1000 | Evergreen Top 1000 | Evergreen Top 1000 | Evergreen Top 1000 | Evergreen Top 1000 | Evergreen Top 1000 | Evergreen Top 1000 | Evergreen Top 1000 | Evergreen Top 1000 | Evergreen Top 1000 | Evergreen Top 1000 | Evergreen Top 1000 | Evergreen Top 1000 | Evergreen Top 1000 | Evergreen Top 1000 |
| Jaar               | 2008               | 2009               | 2010               | 2011               | 2012               | 2013               | 2014               | 2015               | 2016               | 2017               | 2018               | 2019               | 2020               | 2021               | 2022               | 2023               |
| ------------------ | ------------------ | ------------------ | ------------------ | ------------------ | ------------------ | ------------------ | ------------------ | ------------------ | ------------------ | ------------------ | ------------------ | ------------------ | ------------------ | ------------------ | ------------------ | ------------------ |
| Positie            | 79                 | 377                | 370                | 370                | 313                | 69                 | 55                 | 65                 | 56                 | 51                 | 110                | 248                | 319                | 272                | 218                | 226                |